# 細野今日子
細野 今日子（ほその きょうこ、1981年1月23日 - ）は、日本の女優。
株式会社acali所属。かつてはザッコに所属していた。
岐阜県岐阜市出身。岐阜市立木之本小学校（現在の徹明さくら小学校）、岐阜市立本荘中学校、岐阜県立加納高等学校卒業。

## 来歴

### 経歴
- 1999年：集団Aに所属。
- 2004年：カカフカカ企画に所属。
- 2008年：劇団競泳水着に参加。
- 2009年：劇団競泳水着に所属。
- 2011年：3月にzaccoに所属[5]。
- 2013年：5月に劇団競泳水着を退団。
- 2018年：11月末をもってzaccoが解散し、12月17日よりacaliに所属[6]。

### 受賞歴
- 2008年：上野友之の演出・脚本による舞台「真剣恋愛」にて主演を務め、佐藤佐吉賞優秀主演女優賞を受賞[7]。

## 出演

### 映画
- ジェネラル・ルージュの凱旋（2009年、東宝）
- いでよ、空（2011年、高木栄衣子監督） - エリ 役[8]

映画美学校のフィクション・コース第14期初等科修了作品
- チワワちゃん（2019年、KADOKAWA）

### テレビドラマ
- 素直になれなくて（2010年、フジテレビ）
- CLUB104 エピソード15（2010年、BS朝日） - 細見玲子 役
- 生まれる。 第8話（2011年4月、TBS）
- 毒姫とわたし 第32話、第37話（2011年、フジテレビ） - 小山小豆 役
- 陽だまりの樹 第4話（2012年、NHK BSプレミアム）
- NHK連続テレビ小説
  - 梅ちゃん先生 第79話、第80話、第82話（2012年、NHK）
  - まれ 124回、126回、127回、130回、132回、133回、136回、140回、154回（2015年、NHK） - 橋本朝子 役
- Answer〜警視庁検証捜査官 第1話（2012年、テレビ朝日）
- ドクターX〜外科医・大門未知子〜 第3話（2012年、テレビ朝日）
- 相棒（テレビ朝日）
  - season11 第5話（2012年11月7日） - 江藤史子 役
  - season22 第7話（2023年11月29日） - 安本早苗 役
- バッケンレコードを超えて（2013年、フジテレビ）
- 大河ドラマ
  - 八重の桜 第33話、第35話、第45話（2013年、NHK） - 新島八重の働く女紅場の女学生 役[9]
- たべものがたり 彼女のこんだて帖 第3話（2013年、NHK BSプレミアム）
- テレビ朝日21世紀新人シナリオ大賞 最後の仕事（2014年、テレビ朝日）
- ホワイト・ラボ〜警視庁特別科学捜査班〜 第6話（2014年、TBS）
- 東京スカーレット〜警視庁NS係 第1話（2014年、TBS）
- ダークスーツ 第2話、第3話（2014年、NHK） - 越野 役
- 嫌われ監察官 音無一六〜警察内部調査の鬼〜（2014年、テレビ東京） - 長谷川弥生 役
- オモクリ監督（2014年11月16日、2015年8月2日） - めぐみ 役

又吉直樹が監督として製作した短編ドラマ「告白」のヒロイン。
- 昨夜のカレー、明日のパン 第1話（2014年、NHK BSプレミアム）
- そこをなんとか 第6話（2014年、NHK BSプレミアム） - 木島まどか 役
- グーグーだって猫である 第1話（2014年、WOWOW）
- モザイクジャパン 第5話（2014年、WOWOW）
- 法医学教室の事件ファイル 40回記念作（2015年、テレビ朝日）
- クロハ 〜機捜の女性捜査官〜（2015年、テレビ朝日）
- 逃走中 大江戸ヒーローズ〜偉人達と駆け抜けろ〜（2015年、フジテレビ）
- 孤独のグルメ Season5 第12話（2015年12月19日、テレビ東京） - 内海 役
- デリバリーお姉さんNEO（2017年5月2日、tvk） - シンドウの妻 役
- 警視庁ゼロ係〜生活安全課なんでも相談室〜（2017年） - 中嶋瑞希 役
- アンナチュラル（2018年） - 雨宮祥子 役
- ヘッドハンター (テレビドラマ)（2018年） - 牧野千春 役
- 刑事7人（2018年） - 井上和美 役

### バラエティ
- run for money 逃走中（2015年11月29日、ドラマパート） - 濃姫 役

### Webドラマ・動画
- さよなら、キノコ（2012年、テレ朝動画）
- JUJU「BEST STORY SPECIAL MOVIE〜Love編〜」（2012年）
- 僕が君の手足になるよ・後編（2015年、テレパック） - 鈴本杏子 役

### 舞台
- 親父とビーズと弾丸と（2004年、ホチキス）[10]
- 火星の生活（2005年、富士山アネット）
- 改訂版・別れても好きな人（2007年、劇団競泳水着） - ありさ 役
- なだれる（2007年、劇団競泳水着） - 春香先生 役
- 真剣恋愛（2008年、劇団競泳水着） - 保健室の先生 役
- プリンで乾杯（2008年、劇団競泳水着） - 倉橋景子 役
- NOT BAD HOLIDAY（2009年、劇団競泳水着） - 真崎久美子 役
- スメル（2009年、キリンバズウカ）
- 地球の上で待ち合わせ（2009年、劇団競泳水着）
- そして彼女はいなくなった（2010年、劇団競泳水着） - 真理恵 役
- ホワイトシアター 〜chapter1〜（2010年、WPC） - 黒木七海 役
- 露出狂（2010年、柿喰う客）
- りんごりらっぱんつ（2010年、劇団競泳水着）
- ボーナストーク（2010年、ホチキス） - 天使 役
- アレルギー（2011年、キグル#001）
- TRAVELING（2011年、東京グローブ座）
- いと愛し（2011年、劇団競泳水着）
- わたしのせんぱい（2011年、劇団競泳水着）
- 破壊ランナー（2012年、キティ・フィルム） - リンコ・スカイウイング 役
- フィッシュストーリーRegion-T（2012年、東京ハートブレイカーズ）
- リリィ（2012年、劇団競泳水着） - 先生 役
- すべての夜は朝へと向かう（2012年、劇団競泳水着）
- 東海道四谷怪談-通し上演-（2013年、フェスティバル/トーキョー） - お袖 役
- 妻らない極道たち（2014年、ホチキス） - 野菊あけみ 役[11]

### CM
- 京葉銀行 - お預かりしているもの篇
- 日本経済新聞 - 身のまわりに経済デート篇
- スバル - 遺伝子ショートフィルム篇
- スタッフサービス - 正しいがんばり方1
- セブン-イレブン - お菓子篇
- ピタットハウス - ひとりひとりにあった間取り篇
- 曙産業 - アケボノガール
- 東京ディズニーランド
- キリンビバレッジ - FIRE
- ピタットハウス
- トヨタ自動車 - マークX

### ミュージック・ビデオ
- ケツメイシ「親父のメール」（2014年、avex trax）

オリジナルアルバム「KETSUNOPOLIS 9」初回特典DVDに収録。

### モデル
- ガラ・ド・ラ・コワフュール（2008 - 2009年）
- rism photo collection vol.2「abe＊cobe」（2009年）